# 藤原一裕
藤原 一裕（ふじわら かずひろ、1977年9月20日 - ）は、日本のお笑い芸人。お笑いコンビ・ライセンスのボケ担当。相方は井本貴史。吉本興業所属。奈良県生駒市出身。妻は山口美沙。

## 略歴
中学まで転校が多く、東京都、新潟県にも住んでいた。生駒市立大瀬中学校、奈良県立上牧高等学校（現：奈良県立西和清陵高等学校）を卒業。高校時代は部活でやっていた空手で、奈良県で優勝、全国大会ベスト16という成績を残している。
1996年4月、高校の同級生である井本貴史とコンビ結成。翌97年に初舞台を踏む。
2009年から3年連続で「よしもと男前ランキング」で1位を獲得し、殿堂入りとなった。
2014年1月30日に、タレントの山口美沙と入籍し、2017年5月18日に妻との間に第1子女児、2023年4月19日に第2子女児が誕生。
ドローンの免許を取得し、SNSにドローンで撮影した映像を掲載している。YouTubeチャンネル『ドローン藤原チャンネル』を開設したが、登録者数・再生回数に伸び悩んでいたところをカジサックのアドバイスによりチャンネル名を『フジワランド』に変更した。『フジワランド』では妻の山口美沙が「嫁ランド」、長女が「ネーランド」、次女が「ベビランド」として出演している。長女は元々「チビランド」だったが、本人の「もうチビじゃない」の発言と本人の希望で「ネーランド」に改名された。

## 交友関係
後輩芸人ではラフ・コントロールの重岡、安達健太郎、もっこすファイヤーののりを、2700のツネ、先輩芸人ではほんこん、野性爆弾のくっきー!、と仲が良い。2014年の自身の結婚式には2700、NON STYLE、ブレイク前のとにかく明るい安村を招待した。
芸人以外ではEXILEのUSA、back numberの清水依与吏と仲が良い。また、格闘家の木村ミノル所属のジム「Fighting Kairos」でトレーニングしており、木村の試合でセコンドも務めている。

## 出演
※コンビでの出演はライセンス参照。個人での出演のみ記載。

### テレビ
- かんさい情報ネットten. （読売テレビ） - 金曜レギュラー
- すもももももも!ピーチCAFE（読売テレビ、2020年7月5日 - ）- レギュラー

### テレビドラマ
- 小児救命（テレビ朝日、2008年10月16日 - 12月18日） - 名波大地 役
- 華麗なるスパイ（日本テレビ系、2009年7月18日 - 9月26日） - オサム 役

### 映画
- ジョゼと虎と魚たち（2003年、犬童一心監督） - 金井晴樹 役
- パイルドライバー（2006年、石川均監督・脚本） - セージ 役
- 犬とあなたの物語　いぬのえいが（2011年、川西純監督「DOG NAP」出演） - 犯人 役
- 喰いしん坊!4 〜大喰い激闘篇〜（2008年、松生秀二監督） - フードファイター 役

### Vシネマ
- 実録・暴走族 日韓連合 小さな巨人 野山榮澤（2005年） - 神風連合初代総長 飯塚誠

### 舞台
- 何日君再来〜イツノヒカキミカエル〜（2007年、日生劇場、シアタードラマシティ） - アキラ 役
- 蛇姫様 －わが心の奈蛇－（2009年、ル テアトル銀座 by PARCO、シアターBRAVA!） - 小林少年 役
- ミュージカル「魔女の宅急便」（2017年） - フクオ役
  - ミュージカル「魔女の宅急便」（2024年、日本青年館ホール / 新歌舞伎座）[9]
  - ミュージカル「魔女の宅急便」（2025年5月、マカオ / 2025年6月19日 - 29日、新国立劇場 中劇場）[10]
- 最強で最高の自慢の息子（2022年、草月ホール）- 八神結人 役[11]
  - 最強で最高の自慢の息子 Season2（2023年、草月ホール）- 八神結人 役[12]

### 著書
- 遺産ゲーム（2017年　KADOKAWA)
- 遺産ゲーム 近藤編 （2018年 KADOKAWA）

### CM
- あきんどスシロー（2009年）※LIVE STAND09のコラボCM - 店員 役
- hoyu Beartylaboホイップヘアカラー（2012年）女装男子は誰だ？②[13]

### PV
- YU-A「見守っていたい」- 小説家 役

### DVD
- パイルドライバー（2007年、YOSHIMOTO R and C）4月18日発売
- 喰いしん坊!4 〜大喰い激闘篇〜（2008年、GPミュージアム）12月25日発売
- 小児救命DVD-BOX（2009年、ポニーキャニオン）3月18日発売
- 華麗なるスパイ DVD-BOX（2009年、VAP,INC）12月23日発売
- Tragic Situation Theater 蛇姫様－わが心の奈蛇－（2009年、YOSHIMOTO R and C）6月24日発売
- 2 Girls/YU-A (2011年、初回限定盤付属ミュージックビデオDVDに出演、YOSHIMOTO R and C) 2月2日発売
- 犬とあなたの物語 いぬのえいが（2011年、TCエンタテインメント）8月13日発売
- カナリアLIVE『金糸雀』(2012年、特典映像、YOSHIMOTO R and C)2月15日発売
- グッバイ★ハロー 日本縦断駅伝旅 沖縄→鹿児島→宮崎→大分編（2013年、YOSHIMOTO R and C）1月23日発売
- 祇園笑者 ~男前(イケメン)喋り手集~（2013年、YOSHIMOTO R and C）2月6日発売